# Józef Czapski
Józef Czapski   (Praga, 3 d'abril de 1896 - Le Mesnil-le-Roi, 12 de gener de 1993) fou un artista, autor i crític polonès, així com un oficial de l'exèrcit de Polònia. Com a pintor, és notable per la seva pertinença al moviment kapista, que va estar fortament influït per Cézanne.

## Biografia
Va néixer el 3 d'abril a Praga, en una família aristocràtica i va passar la majoria de la seva infantesa en la residència familiar a Przyłuki, prop de Minsk (en l'actualitat Belarús).
El 1915 va graduar-se en un gymnasium de Sant Petersburg i va ingressar al cos de cadets. Czapski es graduà a la facultat de dret de la Universitat de Sant Petersburg, i l'octubre de 1917 primer s'allistà en el Primer Regiment Krechowce d'ulans, una unitat de cavalleria composta per soldats polonesos que havien format part de l'exèrcit rus durant la revolució de Febrer. Al cap d'uns mesos abandona l'exèrcit per conviccions pacifistes, torna a Sant Petersburg (aleshoires Petrograd) i forma part amb les seves dues germanes d'una comunitat religiosa i pacifista durant el primer hivern del boltxevisme.
El 1918 torna a la la reconstituïda Polònia i entra a l'Acadèmia de Belles Arts de Varsòvia. Aviat es presenta davant les autoritats militars i, com a pacifista, demanar qualsevol servei que no impliqui lluita armada. La seva petició fou acceptada i va ser enviat a Rússia amb la missió de trobar el parador dels oficials de l'antic regiment de Czapski, fets presoners pels bolxevics en el curs de la Guerra Civil russa. Va arribar a Sant Petersburg, on va conèixer, entre d'altres, Dmitri Filossófov, Zinaida Guíppius, Aleksei Rémizov i Dmitri Merejkovski amb qui posteriorment mantingué una llarga amistat. La seva missió va acabar quan va descobrir que els agents havien estat executats pels bolxevics. Per influència de Merezhkovsky, Czapski va deixar els seus ideals pacifistes i, al seu retorn a Polònia, va unir-se a les files de l'Exèrcit polonès i va lluitar en la tripulació d'un dels trens blindats en els fronts de la Guerra poloneso-soviètica. Pels seus mèrits li fou atorgada l'Orde Virtuti Militari, la més alta condecoració militar polonesa.
El 1921, Czapski va entrar a l'Acadèmia de Belles Arts de Kracòvia, on tingué com a mestres Wojciech Weiss i Józef Pankiewicz. Va marxar a París el 1924 on va ajudar per desenvolupar el Komitet Pariski (Comitè de París, subsegüentment abreujat com a moviment 'Kapista'), compost per joves pintors que reaccionen contra la pintura polonesa clàssica d'inspiració històrica però que al mateix temps es distancien de la pintura no figurativa. El grup roman a París entre sis i vuit anys. El 1926 passa la convalescència d'un tifus a Londres, el que li dona temps per a llegir a Proust, i allí descobreix la pintura de Corot, que l'influirà. Czapski fa diverses exposicions a París i altres ciutats eurppees. Progressivament es dedica a la crítica, escrivint assajos sobre art, literatura i filosofia.
Va retornar a Polònia el 1932, allistant-se de nou el 1939. Fou subsegüentment capturat pels russos i mantingut en presons i camps de treball; fou un dels 395 que evitaren el destí dels més de 20.000 assassinats a Katin.
Després de la invasió alemanya de Rússia del 1941 i un cop signat l'acord entre els governs rus i polonès, Czapski va unir-se al II Cos Polonès sota les ordres del general Anders. Entre 1941 i 1942, Czapski fou encarregat d'investigar la desaparició dels polonesos que havien estat en captivitat per part del NKVD (policia secreta del règim soviètic d'Stalin) i subsegüentment massacrats. Mai rebé cap resposta satisfactòria sobre el destí d'aquests homes, però va escriure sobre les seves experiències dins dos llibres, Reminiscències d'Starobyelsk (1944) i La terra inhumana (1949). Durant aquell període Czapski també va conèixer Aleksei Nikolàievitx Tolstoi i Anna Akhmàtova de la que es diu que li dedicà un dels seus poemes.
Anders subsegüentment desplaçà el seu exèrcit a través del Passadís persa i a Bagdad Czapski va començar a escriure pels diaris militars polonesos Orzeł Biały ('Àguila Blanca') i Kurier Polski ('Correu Polonès'), amb la missió d'organitzar la vida cultural de l'exèrcit. Va acabar la guerra participant en la campanya d'Itàlia i establint-se temporalment a Roma, per després instal·lar-se definitivament a París. Juntament amb Maria Czapska, Gustaw Herling-Grudzińesquí i Jerzy Giedroyc, va constituir l' Instytut Literacki (Institut Literari) a Maisons-Laffitte, on va viure, i va contribuir en la redacció i organització de la revista cultural de l'emigració polonesa 'Kultura'.
Li fou atorgada la Creu de Plata de l'Orde de Virtuti Militari (1918–1920) i la creu del Comandant de l'Orde de Polonia Restituta (1990).